# Terminalia guyanensis
Terminalia guyanensis là một loài thực vật có hoa trong họ Trâm bầu. Loài này được Eichler miêu tả khoa học đầu tiên năm 1867.